# Threave Castle
Threave Castle (auch Thrieve oder Treve) liegt auf einer etwa acht Hektar großen Insel im Fluss Dee, etwa 2,5 km westlich der Gemeinde Castle Douglas, Dumfries and Galloway in Schottland. Die Burg war der Stammsitz der „Schwarzen Douglas“ vom späten 14. bis zur Mitte des 15. Jahrhunderts.
Die ursprüngliche Bezeichnung Trief stammt aus dem Altwalisischen, der Sprache dieser Region bis zum 7. Jahrhundert. Das Wort tref in dieser Sprache bedeutet „Heimstatt“.

## Geschichte
Die Burg wurde um 1370 von Archibald Douglas, 3. Earl of Douglas errichtet, kurz nachdem er 1369 zum Lord of Galloway ernannt wurde. Er machte die Burg zu seinem Stammsitz und starb hier im Jahr 1400.
Seine Nachfahren waren eng mit der schottischen Geschichte verwoben: Sein Sohn Archibald Douglas, 4. Earl of Douglas, heiratete Prinzessin Margaret, die Tochter des schottischen Königs Robert III. Sein Enkel Archibald Douglas († 1439) wurde als 5. Earl of Douglas im Jahr 1437 zum Regenten für den unmündigen König Jakob II. ernannt.
William Douglas, 8. Earl of Douglas, heiratete seine Cousine Margaret, um die Ansprüche auf Galloway für die Familie Douglas zu sichern. Er war der Erste, der im Jahr 1447 die Befestigungen umbauen ließ. Frühere Gebäude innerhalb und außerhalb der Mauern wurden abgerissen und eine Verteidigungsmauer entlang des Inselufers errichtet. 1452 wurde William auf Stirling Castle von König Jakob II. persönlich getötet.
Wegen dieser Tat erhob sich Williams Bruder James Douglas, nun der 9. Earl. Sein Aufstand schlug nach der Belagerung von Stirling Castle jedoch mit der Niederlage in der Schlacht von Arkinholm fehl; die Burgen der Douglas’ wurden danach systematisch belagert. Auch Threave Castle wurde im Jahr 1455 zwei Monate lang belagert. Die Burg hätte widerstehen können, auch weil in der Zwischenzeit die Befestigungen mit einer vollständigen Burgmauer, drei Ecktürmen und einem Torhaus, einem äußeren Graben sowie einem Erdwall nördlich des Bergfriedes verstärkt worden waren. Nach der Zahlung von Bestechungsgeldern und der Zusage freien Geleits wurde sie jedoch von der Besatzung geräumt.
Threave Castle wurde von der Krone annektiert. 1473 schenkte Jakob III. die Burg seiner Frau Margarethe, die sie jedoch weder nutzte noch je besuchte. Also wurden Bewahrer für die Burg eingesetzt. Aus der nun folgenden Zeit sind bekannt:
- Jakob IV. will die Burg besuchen. Sir John Dunbar of Mochrum, erster Bewahrer (starb in der Schlacht von Flodden Field) reicht die Rechnungen für Speisen, Getränke und Ausstattung beim Lord High Treasurer ein.[3]
- Zweiter Bewahrer wurde 1513 Robert Maxwell, 4. Lord Maxwell. Er erhielt die Burg als erbliches Lehen im Jahr 1526.
- 1542 wurde Robert Maxwell nach der Schlacht von Solway Moss gefangen genommen. Er musste Threave Castle an die Engländer übergeben. Erst 1545 eroberte James Hamilton, 2. Earl of Arran die Burg für Schottland zurück.

Während der Bischofskriege von 1638 bis 1640 unterstützte der Clan Maxwell den König Karl I. von England. Eine Garnison von 100 Soldaten verteidigte die Burg, wurde von den Covenanters belagert und musste sich nach 13 Wochen ergeben.
Die Burg wurde anschließend teilweise zerstört, nur der Bergfried blieb unangetastet. Seitdem blieb die Burg unbewohnt.
Während der Napoleonischen Kriege diente Threave Castle noch einmal für eine kurze Zeit als Unterkunft für französische Kriegsgefangene, ehe sie im Jahr 1913 von ihrem Besitzer Edward Gordon in staatlichen Besitz übergeben wurde.

## Beschreibung
Der ursprüngliche Turm misst 18,4 × 12,1 Meter und war fünf Stockwerke hoch.
Die unterste Etage diente als Vorratslager, in ihr sind zusätzlich ein Brunnen sowie ein „Gefangenenloch“ zu finden. Der Zugang erfolgte mittels einer Leiter durch eine Falltür aus der darüber liegenden Etage. Die erste Etage, die ursprünglich nur über eine Zugbrücke vom Torhaus aus erreicht werden konnte, war zweigeteilt. Der kleinere Raum bildete den Eingangsbereich, der größere Teil wurde als Küche verwendet. Eine steinerne Wendeltreppe in den etwa zwei Meter dicken Wänden führte von hier aus zu der darüber liegenden großen Halle, die über eine zweite Zugbrücke ebenfalls vom Torhaus aus zu erreichen war. In der Außenwand war hier eine Latrine zu finden. Die über der großen Halle liegenden zwei Stockwerke hatten hölzerne Böden, wobei der dritte Stock zwei Räume mit eigenen Kaminen (und wiederum eine Latrine) beherbergte; die Räumlichkeiten der Burgherren. Die oberste Etage ist ungewöhnlich: Sie besitzt neun Fenster, keine Latrine und keinen Kamin, dafür aber eine Außentür. In Friedenszeiten diente sie als Quartier für die Dienstboten; im Belagerungsfall als Unterkunft für Soldaten. Die Außentür führte auf einen hölzernen Wehrgang.

## Die Burg heute

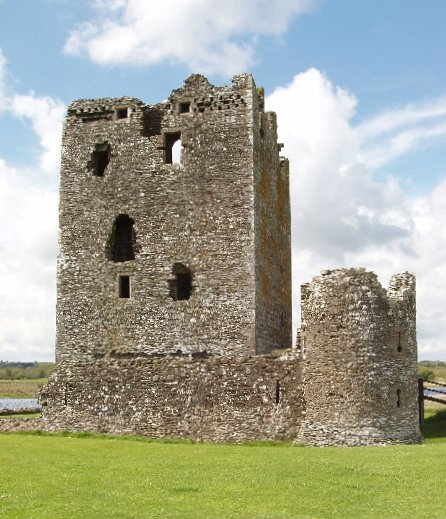
Threave Castle, von der heutigen Anlegestelle aus

Die Überreste des rechteckigen Bergfriedes ragen noch immer zu einer verbleibenden Höhe von 21 Metern auf. Sämtliche aus Holz bestehenden Bauelemente sind jedoch verschwunden. Es gibt keinerlei Spuren mehr von Dach, Wehrgang oder den Böden der beiden oberen Etagen. Außerhalb des Bergfriedes sind noch Überreste einer der drei Türme, Stücke der Burgmauer sowie das Fundament des Torhauses zu finden. Nordwestlich des Bergfriedes findet man Spuren der ursprünglichen Anlegestelle.
Heute ist Threave Castle ein „Scheduled Ancient Monument“ unter der Verwaltung von Historic Scotland und gehört dem National Trust for Scotland. Die Burg kann nur mit einem Boot besucht werden, die Überfahrt zur Insel ist im Eintrittspreis inbegriffen. Die Anlegestelle liegt im Süden der Insel und ist mehrere hundert Meter vom Besucherparkplatz entfernt.

## Trivia
Das schottische Sprichwort „Every man’s man had a man and that made Treve fall“ spielt auf die Belagerung und den Fall der Burg im Jahr 1455 an. Frei übersetzt: „Der Stellvertreter eines Stellvertreters handelt niemals so, wie ein Kommandant handeln würde.“